# São Julião do Tojal
São Julião do Tojal – dawna parafia (freguesia) Loures i jednocześnie miejscowość w Portugalii. W 2011 zamieszkiwało ją 3 837 mieszkańców, na obszarze 13,28 km². Od 2013 należy do parafii Santo Antão e São Julião do Tojal.